# Електродинаміка суцільних середовищ
Електродинаміка суцільних середовищ — розділ фізики суцільних середовищ, в якому вивчаються електричні, магнітні та оптичні властивості суцільного середовища. Якщо середовище являє собою частково або повністю іонізований газ, то уживаніший термін фізика плазми.

## Електромагнітні характеристики суцільного середовища
Електричні та магнітні властивості суцільного середовища описуються тензором діелектричної проникності {\displaystyle \!\,\epsilon _{ij}}, тензором магнітної проникності {\displaystyle \!\,\mu _{ij}} і тензором питомої провідності {\displaystyle \!\,\sigma _{ij}} середовища, причому всі ці величини можуть залежати від координат і від часу.
Для стаціонарних явищ, тензори діелектричної та магнітної проникності впливають на вигляд ліній напруженості електричного і магнітного полів у середовищі, а тензор питомої провідності — на напрям течії струму під дією зовнішніх сил (див. закон Ома).
При розгляді нестаціонарних явищ корисно замість {\displaystyle \!\,\epsilon _{ij}(t)}, {\displaystyle \!\,\mu _{ij}(t)} і {\displaystyle \!\,\sigma _{ij}(t)} ввести їх фур'є-образи {\displaystyle \!\,\epsilon _{ij}(\omega )}, {\displaystyle \!\,\mu _{ij}(\omega )} і {\displaystyle \!\,\sigma _{ij}(\omega )}. Саме ці характеристики середовища будуть «відчуватися» плоскою електромагнітною хвилею з частотою {\displaystyle \!\,\omega }, яка розповсюджується в середовищі.

## Електро- та магнітооптичні явища
Як правило, величини {\displaystyle \!\,\epsilon _{ij}(t)}, {\displaystyle \!\,\mu _{ij}(t)} і {\displaystyle \!\,\sigma _{ij}(t)} мають несиметричний профіль в залежності від часу. Це призводить до того, що їх фур'є-образи стають комплексними величинами. Фізично це призводить до того, що електромагнітна хвиля, що розповсюджується в середовищі, експоненціально затухає.
Всі описані вище тензори можуть змінюватися під дією зовнішніх електричних і магнітних полів, що призводить до різноманітних електрооптичних і магнітооптичних ефектів.
Наприклад, деякі ізотропні середовища (феромагнетики, плазма) при накладенні зовнішнього магнітного поля ведуть себе анізотропно — з'являються недіагональні компоненти тензорів магнітної та діелектричної проникності. При поздовжньому поширенні електромагнітної хвилі, коли напрям поширення хвилі паралельний напрямку магнітних силових ліній зовнішнього поля, спостерігається ефект Фарадея. Він полягає в тому, що електромагнітні хвилі з правої і лівої круговою поляризацією поширюються в середовищі з різною швидкістю. Як результат, у випадку лінійно поляризованої хвилі, що поширюється, яка може бути представлена суперпозицією двох хвиль з круговою поляризацією протилежного напрямку обертання, площина поляризації хвилі обертається у міру поширення в середовищі.
Інший широко відомий ефект, також пов'язаний з появою недіагональні елементів тензора, полягає у виникненні подвійного променезаломлення середовища при накладанні постійного електричного поля і носить назву ефекту Керра.